# Didi Danquart
Didi Danquart  (* 1. März 1955 in Singen am Hohentwiel) ist ein deutscher Regisseur,  Drehbuchautor und Filmproduzent.

## Leben
Didi Danquart absolvierte eine Ausbildung als Technischer Zeichner und studierte von 1979 bis 1983 Psychologie und Soziologie in Freiburg. 1978 hatte er dort bereits die Medienwerkstatt Freiburg mit begründet. 1991 wurde das Kollektiv für den Dokumentarfilm Der Pannwitzblick unter anderem mit dem Preis der deutschen Filmkritik ausgezeichnet. Mit Bohai, Bohau wechselte Danquart zum  fiktionalen Erzählen. Der Film thematisiert semidokumentarisch den Konflikt um den Bau der B 31 Ost, eine Umgehungsstraße in Freiburg. Dies war zugleich die letzte Filmarbeit von Thomas Strittmatter, der das Drehbuch schrieb. Danquarts Kinofilm Viehjud Levi nach dem gleichnamigen Theaterstück Strittmatters erhielt 1999 den Caligari-Filmpreis im Forum der Internationalen Filmfestspiele Berlin und den Preis des Bürgermeisters von Jerusalem. Im August 2002 gründete Danquart in Karlsruhe gemeinsam mit Boris Michalski die eigene Produktionsfirma noirfilm.
1982 bis 1989 war Danquart Dozent für Video- und Dokumentarfilm an der Deutschen Film- und Fernsehakademie Berlin (DFFB). 2001 bis 2006 hatte er einen Lehrstuhl für künstlerischen Film an der Staatlichen Hochschule für Gestaltung in Karlsruhe. Seit 2009 hat Danquart den Lehrstuhl für Spielfilmregie an der Kunsthochschule für Medien (KHM) in Köln inne.
Didi Danquart ist mit der Schauspielerin Anna Stieblich verheiratet und lebt in Berlin. Mit ihr hat er einen Sohn. Sein Zwillingsbruder Pepe Danquart ist ebenfalls Regisseur.

## Filmografie (Auswahl)

### Regisseur
- 1991: Der Pannwitzblick (Dokumentarfilm)
- 1994: Wundbrand – 17 Tage in Sarajewo (Dokumentarfilm)
- 1995: Bohai, Bohau
- 1999: Viehjud Levi
- 2000: Tatort: Der schwarze Ritter
- 2003: Tatort: Schöner sterben
- 2005: Die Bibelfactory (Dokumentarfilm)
- 2006: Offset
- 2009: Tatort: Im Sog des Bösen
- 2010–2012: SOKO Stuttgart (mehrere Folgen)
- 2011: Bittere Kirschen
- 2013: Das letzte Wort
- 2015: Die Antrittsvorlesung. Szenisches Drama. Nach dem Theaterstück Die Liste der Unerwünschten von Gerhard Zahner.
- 2016 Goster (Fusion von Real- und Animationsfilm) nach einer Novelle von Gerd Zahner
- 2025: Tatort: Mike & Nisha

### Drehbuchautor
- 1991: Der Pannwitzblick; Autor
- 1994: Wundbrand; Autor
- 1999: Viehjud Levi; Autor
- 2000: Angst im Bauch; Autor
- 2002: Giordanos Auftrag; Mitarbeit
- 2003: Tatort: Schöner sterben; Mitarbeit
- 2006: Offset; Co-Autor

### Produzent
- 2008: Nacht vor Augen

## Arbeiten als Theaterregisseur
- 2000: Ritter, Dene, Voss; Theater Freiburg, Thomas Bernhard
- 2001: Beast on the Moon;  Hamburger Kammerspiele, R. Kalinofski.
- 2003: Vermummte;  Theater Freiburg, Ilan Hatsor.
- 2004: Das Ende der Zivilisation;  Badisches Staatstheater Karlsruhe, G.F. Walker
- 2014: Die Liste der Unerwünschten; Universität Konstanz, Gerhard Zahner
- 2018: Von Mäusen und Menschen; Theater Konstanz, John Steinbeck